# Jeremiah Morris
Jeremiah Morris (* 4. April 1929 in New York, NY, USA als Jerome Maurice Gomberg; † 5. März 2006 in Culver City, Kalifornien) war ein US-amerikanischer Schauspieler und Regisseur.
Morris war Regisseur der TV-Serien House Calls (1979), A New Kind of Family (1979), Diff'rent Strokes (1978), Quincy (1976) und Barney Miller (1975). Außerdem trat er als Schauspieler in diversen Serien in Klein- und Gastrollen auf.